# Christian Eminger
Christian Eminger est un sportif autrichien né le 21 octobre 1964 à Baden, en Suisse.
Il a représenté trois fois l'Autriche aux Jeux olympiques d'hiver, en patinage de vitesse. Après sa carrière de patineur, il a pratiqué le cyclisme en amateur.

## Palmarès sur route

### Par années
- 1990
  - 3e du championnat d'Autriche sur route
- 2000
  - Prix du Saugeais
  - Tour du Leimental
- 2001
  - Grand Prix Cham-Hagendorn
- 2003
  - Prix des Vins Henri Valloton
- 2004
  - Mémorial Leo Wirth
- 2005
  - 3e et 5e étapes du Tour du Cameroun
  - Rund um den Weiherring
  - 2e du Tour du Cameroun
- 2006
  - Mémorial Leo Wirth
  - 2e et 4e étapes du Tour de Martinique
- 2009
  - Grand Prix de La Courtine
- 2011
  - 6e étape du Tour du Cameroun

### Classements mondiaux
| Année           | 2005 | 2006 | 2007 | 2008 | 2009 | 2010 | 2011 |
| --------------- | ---- | ---- | ---- | ---- | ---- | ---- | ---- |
| UCI Africa Tour | 7e   |      |      |      |      |      | 83e  |